# Rhynchetria
Rhynchetria és un gènere d'arnes de la família Crambidae. Conté només una espècie, Rhynchetria damasales, que es troba a Java.